# 라로다

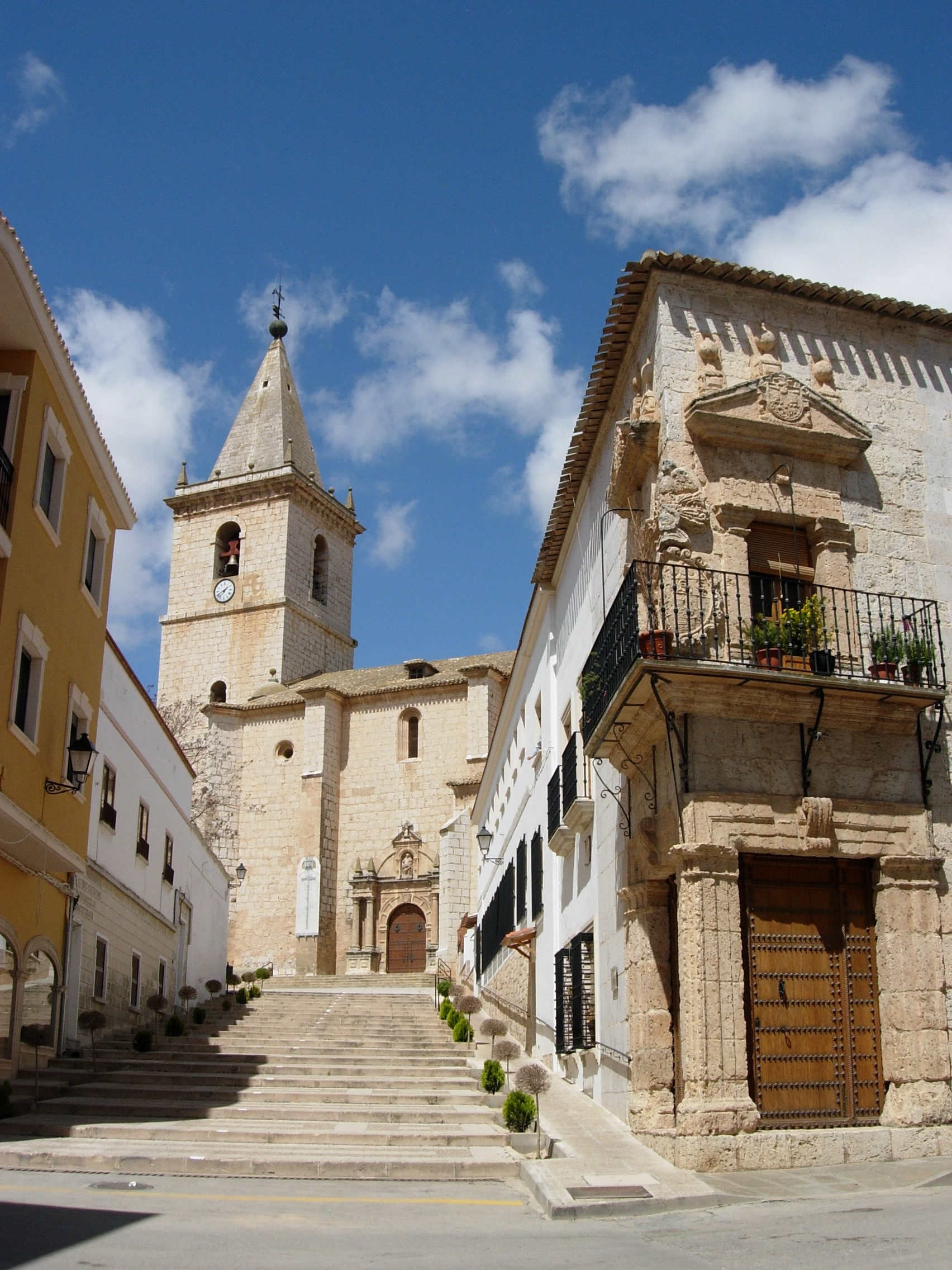
라로다

라로다(스페인어: La Roda)는 스페인 카스티야라만차 지방 알바세테 주에 위치한 도시로 면적은 398.79km2, 높이는 716m, 인구는 15,748명(2016년 기준), 인구 밀도는 39.49명/km2이다.

시기
시 문장